# 존 에버라드

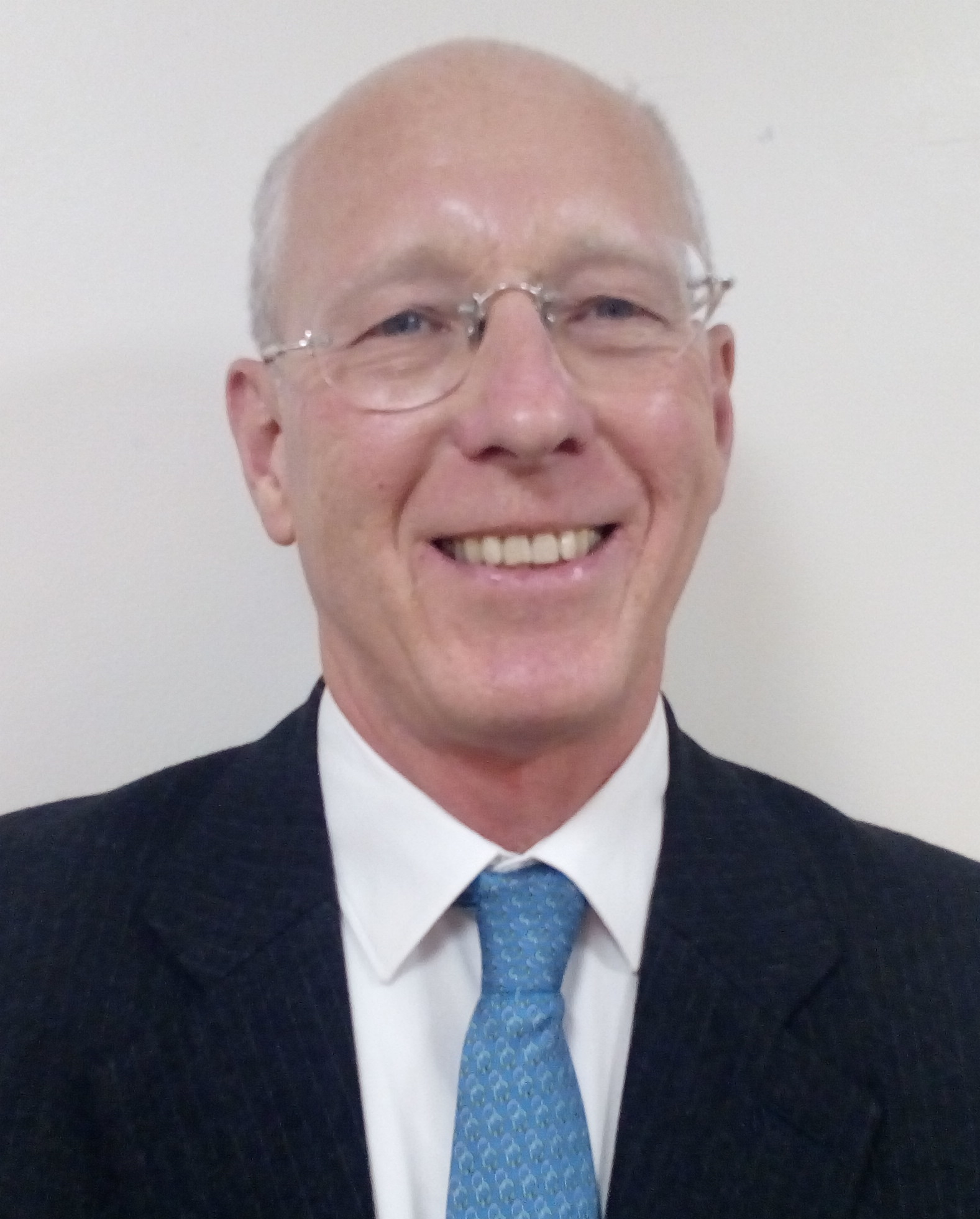

존 에버라드(JOHN EVERARD, 1956년 ~ )는 영국 외교관 출신의 칼럼니스트이다. 30년동안 4개 대륙에서 영국 외교관으로 재직하였던 존 에버라드는 1993년에 최연소 영국 대사가 되면서 벨라루스 대사관 초대 대사를 맡았다. 2006년 2월부터 2008년 7월까지 조선민주주의인민공화국 평양직할시 주재 영국 대사, 스탠퍼드대학교 쇼렌스타인 아시아태평양연구소에서  1년동안 팬테크 객원 연구원, 2011년부터 2012년까지 뉴욕에서 국제연합 고문을 하다가 런던필름아카데미에서 영화제작 과정을 수료하고 독립 다큐멘터리 영화제작자로 활동하고 있다. 2005년 11월 유엔총회에서 사상 처음으로 대북 인권결의안이 채택되면서 EU 의장국인 영국과 관계가 좋지 않았던 시기에 데이비드 슬린 대사가 연말 영국으로 돌아간 이후 2006년 1월 부임했으나, 신임장 제정을 2월 말까지 받지 못했던 존 에버라드는 2011년에 있었던 미국 워싱턴 한미경제연구소(KEI) 논문 발표회에서 "평양에는 통일시장 같은 공식적인 시장과 ‘개구리장마당(FROG MARKET)’이라고 불리는 비공식적인 시장이 있고 특히 중국과 거래하는 상인들의 입을 통해 북한으로 유입된 외부세계의 소식이 장마당에서 전해지곤 했다"고 하면서 김정일 국방위원장의 영결식에 맞춰 BBC 라디오4에 출연해 "유엔이 조사해 발표한 식량 문제 등 빈곤에 빠진 경제를 고려했을 때 북한 체제는 지속 불가능하다고 생각한다"고 말했다. 2012년 6월 25일 워싱턴DC 브루킹스연구소에서 '아름다운 것만을...(Only Beautiful, Please)'이라는 제목의 '북한 체험기'를 발간했던 존 에버라드는 이 책 출판 기자 간담회에서 "북한 곳곳에 미 제국주의’에 대한 적대적인 선전문구들이 즐비하지만 일반인들의 미국에 대한 정서는 그렇게 적대적이지 않다"고 하면서 북한 사람은 "중국 사람을 싫어한다"고 했다. 평양 주재 영국대사로 있으면서 자전거로 북한 땅을 여행한 이야기를 담은 『영국 외교관, 평양에서 보낸 900일』을 2014년 8월에 출판했으며 이후 일간지 중앙일보에 매월 1회 기명 칼럼을 기고하고 있다. 박근혜 대통령이 국회에서 탄핵된 직후인 2016년 12월 11일 미국 뉴스전문 채널인 CNN에 '한국정치가 어떻게 더 더욱 혼란스러워질 수 있나'라는 제목의 기고문을 통해 "한국이 더 큰 혼란으로 이어질 수 있다"고 주장했다.